# Saint-Clément (Yonne)
Saint-Clément è un comune francese di 2 928 abitanti situato nel dipartimento della Yonne nella regione della Borgogna-Franca Contea.

## Società

### Evoluzione demografica
Abitanti censiti